# 625 Batalion Kozacki
625 Batalion Kozacki (niem. Kosaken-Bataillon 625, ros. 625-й казачий батальон) – oddział wojskowy Wehrmachtu złożony z Kozaków podczas II wojny światowej
Batalion został sformowany w listopadzie/grudniu 1942 r. z przekształcenia II batalionu 7 Mieszanego Pułku Kozackiego. Miał pięć kompanii. Na jego czele stanął mjr Mikwitz. Od maja 1943 r. batalion był podporządkowany 201 Dywizji Bezpieczeństwa gen. Alfreda Jacobi. W październiku tego roku przeniesiono go do okupowanej Francji, gdzie w rejonie Royan wszedł w skład 750 Kozackiego Pułku Specjalnego Przeznaczenia mjr. Ewerta von Rentelna. W styczniu 1944 r. został III batalionem 855 Fortecznego Pułku Piechoty niemieckiej 344 Dywizji Piechoty gen. Felixa Schwalbe.